# Instalaciones deportivas de A Madroa
Las Instalaciones Deportivas de La Madroa (en gallego Instalacións Deportivas da Madroa), es un complejo deportivo de titularidad municipal en donde entrenan y disputan sus partidos las categorías inferiores del Real Club Celta de Vigo. Están situadas en la colina de La Madroa, en la periferia noreste de Vigo.

## Instalaciones
- 1 campo de césped natural de medidas 108,25 x 69,90 metros.
- 1 campo de césped artificial de medidas 108,55 x 66,50 metros y 660 asientos en su grada.
- 1 campo de césped natural de medidas 116,20 x 71,20 metros.
- 1 campo de césped artificial de medidas 104,00 x 57,80 metros y 488 asientos en su grada.
- Centro de servicios con gimnasio.

## Datos generales
Dirección: 
La Madroa s/n,
36317 Vigo (España)